# 헨리 코트
헨리 코트(Henry Cort, (1741년? ~ 1800년 5월 23일)는 영국의 제철 기술자이다.

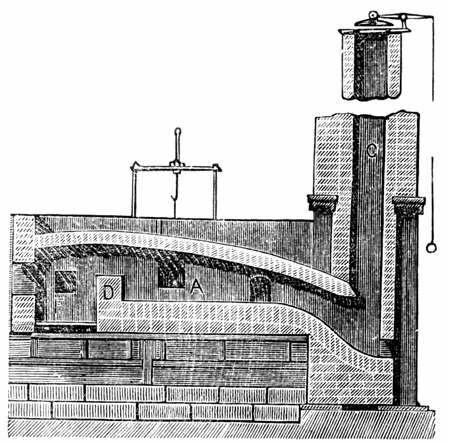
퍼들로(puddling furnace)

랭커스터에서 태어났다. 처음에는 런던에서 스웨덴 철 및 러시아 철을 수입하여 해군에 납품하는 선박 대리점 주인이었던 코트는, 그 직업상 해외의 철에 대한 영국 철의 열등성을 관찰할 기회를 갖게 되었다. 1775년 이 직업을 버리고 포츠머스 항의 폰틀레이에 제철공장을 건설하고, 여기서 그는 선철을 연철로 만들 것을 결심하였다. 국내에서 질이 좋고 가공성이 풍부한 철이 만들어져 대량으로 공급할 수만 있다면 막대한 이윤이 약속되었던 것이다. 1784년, 그는 퍼들로(爐)라고 불리는 일종의 반사로(反射爐)를 발명, 석탄을 연료로 하여 선철을 가단철(연철)로 전환하는 데 성공하였다. 퍼들법은 높아가는 요구에 응하여 새로운 기계 제작용 연철을 풍부하게 생산하여 19세기 초기의 공업을 윤택케 하였다. 그가 1783년에 홈(溝) 롤러를 갖춘 압연기를 발명하여 퍼들 압연법이라는 새로운 일관적인 기술 체계를 창시한 것도 특기할 만하다. 바야흐로 "조그만 노(爐)와 수차와 해머에 의한 목가적인 산업은 커다란 반사로와 증기 기관과 압연기에 의한 대량 생산의 산업"으로 크게 변모하는 단계로 발전했던 것이다.